# Benedikt XII.

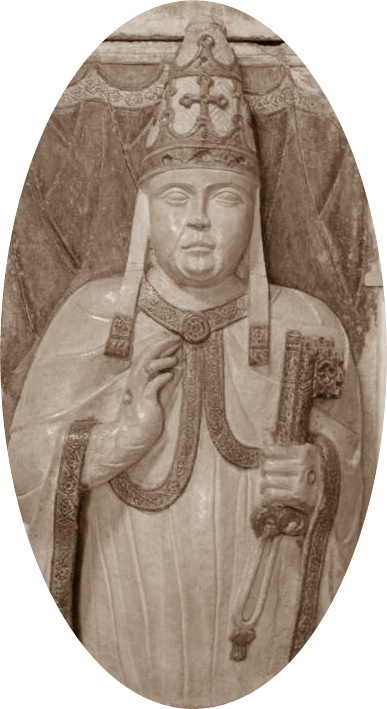
Papst Benedikt XII., Unterkirche St. Peter, in Rom

Benedikt XII. (ursprünglich Jacobus Novelli, okzitanisch Jaume Nouvel, französisch Jacques de Novelles, genannt Jacques Fournier; * um 1285 in Saverdun, Frankreich; † 25. April 1342 in Avignon, Frankreich) residierte vom 20. Dezember 1334 bis zu seinem Tod als Papst der katholischen Kirche in Avignon.

## Herkunft und Karriere
Der Sohn eines Bäckers – nach anderen Quellen eines Müllers – wurde um 1285 in Saverdun in der Grafschaft Foix in der Region Languedoc geboren. Als Kind ins Kloster Boulbonne des Zisterzienserordens eingetreten, absolvierte er auf Betreiben seines Onkels, des späteren päpstlichen Vizekanzlers (ab 1310) und Kardinals Arnaud Nouvel († 1317), ein Theologiestudium in Paris, das er mit dem Doktorat abschloss, und wurde 1311 als Nachfolger seines Onkels zum Abt des Klosters Fontfroide bei Narbonne gewählt. Im Zuge einer Reform der südfranzösischen Bistumsorganisation ernannte Papst Johannes XXII. den gelehrten Mönch 1317 zum Bischof von Pamiers, aus dessen Bistum er gebürtig stammte. Seine Ernennung erfolgte explizit mit dem Auftrag, die Ketzerbekämpfung zu forcieren. 1326 wurde er Bischof von Mirepoix; am 18. Dezember 1327 erhob ihn der Papst zum Kardinalpriester der Titelkirche Santa Prisca.

## Wirken als Bischof und Inquisitor
Als Bischof von Pamiers baute er die bischöfliche Inquisition in Konkurrenz zu der damals von Korruption und Willkür geprägten päpstlichen Inquisition der Dominikaner von Carcassonne zu einem Musterbetrieb nach den Vorgaben des Konzils von Vienne (1311–1312) aus und wirkte selbst als Inquisitor, um die in seinem Bistum noch vorhandenen und vor allem im Hochland der Pyrenäen verbreiteten Reste der von der katholischen Kirche und der französischen Krone verfolgten Glaubensrichtung der Katharer aufzuspüren, die im Languedoc nach wie vor Anhänger besaßen und sich nach den vorausgegangenen Verfolgungen seit ca. 1296 unter Führung einzelner Wanderasketen (Perfecti) im Untergrund neu organisierten. Nachdem die meisten Wanderprediger und ihre Verstecke im Languedoc im Rahmen breit angelegter Fahndungsaktionen bereits in den Jahren 1309–1312 ausfindig gemacht worden waren, die unter anderem Bernard Gui als Inquisitor von Toulouse koordiniert hatte, konnte Bischof Fournier im Frühjahr 1321 mit der Hilfe eines Spitzels auch die Ergreifung des letzten überlebenden katharischen Asketen Wilhelm Belibaste herbeiführen, der im gleichen Jahr in Carcassonne abgeurteilt und in Villerouge-Termenès in Anwesenheit des Erzbischofs von Narbonne verbrannt wurde. Vorausgegangen waren Ermittlungen im Umfeld der Bauern des Sabartès, einer abgelegenen Landschaft im Süden der Grafschaft Foix am Oberlauf der Ariège, bei denen Fournier ein zwischen 1301 und 1320 um das Haus der Familie Clerici (frz. Clergue) im Dorf Montaillou bestehendes katharisches Netzwerk aufgedeckt hatte, das jahrelang von einem insgeheim häretischen Pfarrer, einem Sohn der Familie, geführt und geschützt worden war. Erst durch Ausschaltung der Korruption innerhalb des Inquisitionsbetriebs gelang es dem bereits von Zeitgenossen als „unbestechlich“, „gerecht“ und „sehr scharfsinnig“ charakterisierten Bischof von Pamiers mit seiner durch akribische Aktenführung, kriminalistischen Spürsinn und geschickte und einfühlsame Verhörmethoden geprägten Vorgehensweise unter weitestgehendem Verzicht auf die Folter, die letzten verbliebenen Ketzergruppen in der Grafschaft Foix und im katalanischen Exil effektiv zu zerschlagen und die Verfolgung im Sinne der Kirche erfolgreich zu beenden. Er wollte die Angeklagten nicht nur bestrafen, sondern sie zur Reue bewegen, damit sie ihre Seelen retten konnten. Viele der vorbildlich geführten Protokolle seiner Untersuchungen sind durch einen Zufall erhalten geblieben und werden in der Vatikanischen Bibliothek verwahrt; sie stellen eine wichtige Quelle der Inquisitions- und Ketzerforschung dar. Diese Akten sind wissenschaftlich intensiv aufgearbeitet und durch populäre Publikationen auch der breiteren historisch interessierten Öffentlichkeit zugänglich gemacht worden.
Ab September 1319 war Bischof Fournier als Richter (zusammen mit dem Benediktiner Raymond de Mostuéjouls, 1317–1329 Bischof von Saint-Papoul) mit der Führung des Verfahrens gegen den damals schon verhafteten Inquisitionskritiker Bernard Délicieux (Bernardus Deliciosus) betraut, einen Franziskaner, der seit der Jahrhundertwende als Wortführer der städtischen Opposition gegen die Dominikanerinquisition in Carcassonne und Toulouse aufgetreten war. Das Verfahren stand unter starkem Druck der königlichen Behörden sowie der päpstlichen Inquisition, die zu diesem Zeitpunkt im Rahmen des Armutsstreits in den Kampf Papst Johannes XXII. gegen franziskanische Spiritualen involviert war, denen sich auch Bernard angeschlossen haben soll. Sie war an dem Prozess durch den Dominikanerprior Jean de Beaune (Johannes von Belna) beteiligt, – als Inquisitor von Carcassonne ein persönlicher Feind des Angeklagten – der gleichzeitig in den Ketzerverfahren von Pamiers in Zuständigkeitskonkurrenz zu Fournier stand. Délicieux wurde zweimal gefoltert und wegen Behinderung der Inquisition zu lebenslangem verschärften Kerker verurteilt (offenkundig unrealistische Anklagepunkte wie der, Bernard habe den inquisitionsfreundlichen Papst Benedikt XI. durch Zauberei zu Tode gebracht, wurden jedoch fallengelassen); er starb bereits 1320 in der Kerkerhaft in Carcassonne.
Auch nach seinem Weggang aus Pamiers dürfte sich Fournier mit Inquisitionsfragen beschäftigt und auch in Mirepoix Untersuchungen geführt haben. Als Kardinal an der Kurie in Avignon verfasste er mehrere theologische Traktate, in denen er sich mit den damals gängigen Irrlehren und theologischen Fehlmeinungen auseinandersetzte (unter anderem gerichtet gegen Fratizellen, Meister Eckhart, Petrus Johannes Olivi, Durandus von St. Pourçain und die vom damaligen Papst – seinem Vorgänger Johannes XXII. – zuletzt vertretene Lehre von der unvollkommenen Gottesschau der Seligen). Auch als Papst befasste er sich gelegentlich noch mit Missständen und Korruptionsfällen aus diesem Gebiet, als dessen ausgezeichneter Kenner er galt.

## Wirken als Papst

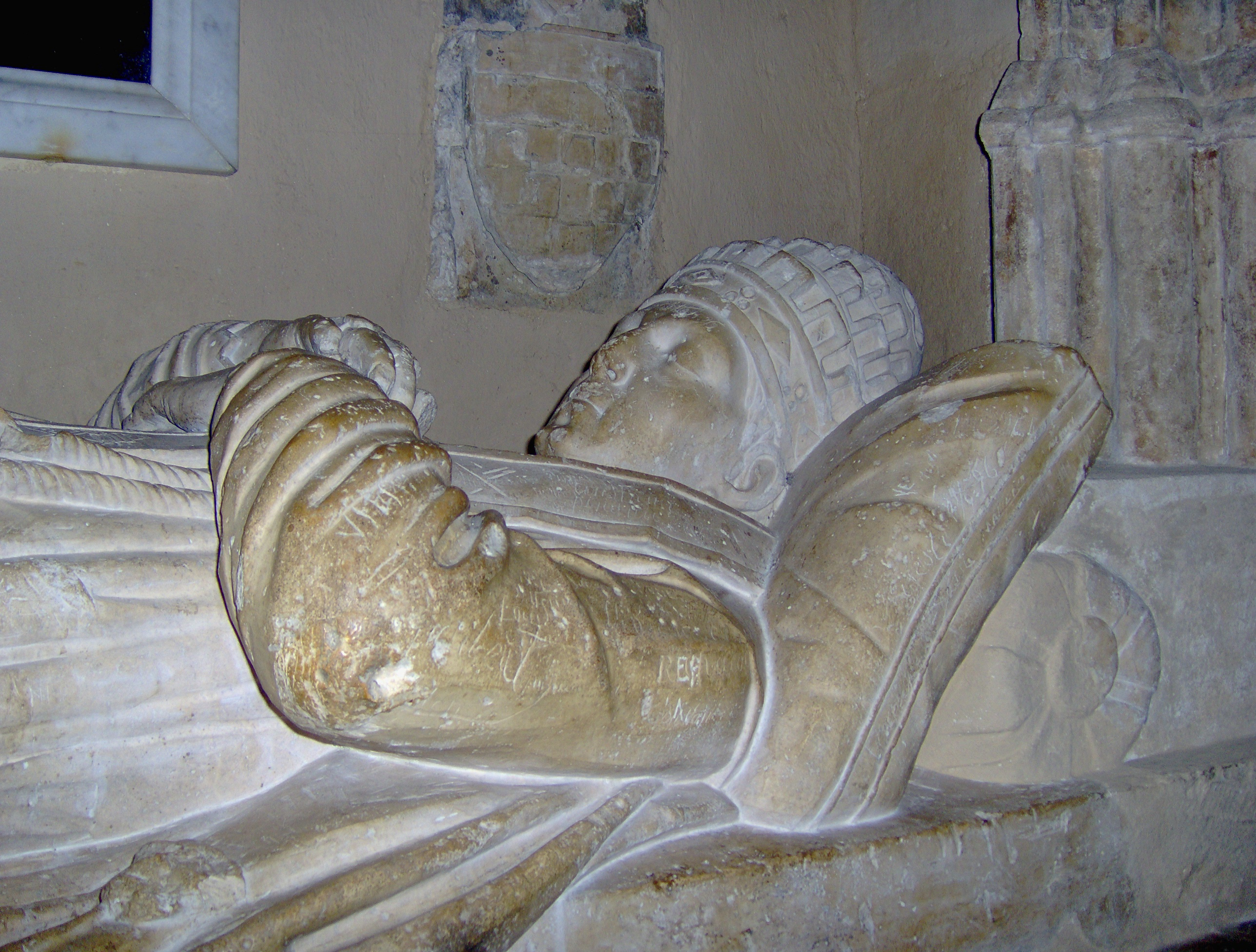
Grab von Benedikt XII, in der Cathédrale de Notre-Dame-des-Doms, Avignon

Noch Papst Johannes XXII. hatte 64 Prozent seiner Ausgaben für Kriegszwecke verwendet. Bei Papst Benedikt waren es nur noch sechs Prozent. Im Gegensatz zu seinen beiden Vorgängern lehnte er jeden Nepotismus ab.
Als Papst reformierte er die kirchliche Ämterbesetzung, die Verwaltung der Kirche und vor allem das Mönchtum: Neben Einzelmaßnahmen (Pastor bonus 1335: gegen das Vagieren, Regularem vitam 1335: Bindung des Übertritts von Bettelmönchen an päpstliche Genehmigung) große Reformbullen für die Zisterzienser (Fulgens sicut stella 1335), Benediktiner (Summi magistri 1336), Franziskaner (Redemptor noster) und Augustiner (Ad decorem Ecclesiae 1339). Der Versuch, auch die Dominikaner zu reformieren scheiterte an deren Widerstand. Direkte Erfolge der Reformen sind nur sporadisch zu fassen, spätere Reformen, etwa der Benediktiner (Konzil von Konstanz, Petershausen) und die Kastler und Melker Klosterreform und die Bursfelder, bezogen sich auf Summi magistri.
Anders als vielfach in der deutschen Literatur behauptet, kann Benedikts Festhalten am Kirchenbann gegen Ludwig den Bayern nicht mit seiner Parteinahme für Frankreich und dessen König Philipp VI. erklärt werden. Erst nachdem Ludwigs Gesandte den Bruch an der Kurie provoziert hatten und er als Verbündeter Englands in dessen Konflikt mit Frankreich auftrat (Hundertjähriger Krieg), unterstützte Benedikt Frankreich, nachdem er lange die Umwidmung des Kreuzzugszehnten für die Rüstung gegen England untersagt hatte. Am 16. Juli 1338 wurde in Rense am Rhein (heute Rhens) von den deutschen Kurfürsten der Kurverein gegründet. Dieser lehnte die Bestätigung der Königswahl durch den Papst ab.
Den Ausbruch des Hundertjährigen Krieges hatte Benedikt zunächst durch Verhandlungen zu verhindern und nach dem Ausbruch zu beenden versucht. Diese Bemühungen blieben erfolglos. Kaiser Ludwig wechselte nach einem kurzen Bündnis mit England auf die Seite Frankreichs, weil er hoffte, mit Hilfe König Philipps die Lösung vom Bann zu erreichen, doch Benedikt rückte nicht von seinen Bedingungen ab. Die weitere Politik Ludwigs d. B. machte eine Aussöhnung mit der Kurie nicht möglich und verschärfte den Widerstand im Reich, der schließlich, unter Benedikts Nachfolger, zur Königswahl Karls IV. führte.
Benedikt bekräftigte mit der Bulle Benedictus Deus von 1336 gegen zeitweilige Ansichten seines Vorgängers Johannes XXII., die von Kritikern als häretisch bezeichnet wurden, die kirchliche Lehre von der unmittelbaren Gottesschau der Seelen der Verstorbenen. Diese Definition ist im Wesentlichen bis heute für den Katholizismus verbindlich. Er versuchte vergeblich, eine Vereinigung mit der Ostkirche zu erreichen sowie einen Kreuzzug in die Wege zu leiten. Giovanni de Marignolli verhandelte 1339 als Päpstlicher Legat in Byzanz über die beabsichtigte Kirchenunion.
Unter seinem Pontifikat begann der Bau des Papstpalastes in Avignon, wo er 1342 starb.